# Harold Cecil Latham
Harold Cecil Latham, britanski general, * 1897, † 5. oktober 1948.